# المصلى القبلي
المصلى القِبْلي أو الجامع القِبْلي هو إحدى مصليات المسجد الأقصى ومعلم من معالمه، فهو المبنى المسقوف الذي تعلوه قبة رصاصية، يبلغ طوله (80) متراً، وعرضه (55) مترا، وتمتد مساحته على (4500) متر مربع، يقوم على (53) عموداً من الرخام، و(49) سارية مربعة الشكل، ويتسع اليوم لنحو (5500) مصل، وله (11) باباً، يقع جنوبي المسجد الأقصى باتجاهِ القبلة ومن هنا جاءت تسميته بالقِبلي( بكسر القاف وتسكين الباء).
يعتقد الكثيرون أن المسجد الأقصى هو فقط الجامع المبني جنوبي قبة الصخرة (المصلى القبلي)، والجزء الأكبر منه مخصص للرجال وجزء صغير للنساء، والصحيح أن المسجد الأقصى هو اسم لجميع المسجد وهو كل ما هو داخل سور المسجد ويشمل الساحات الواسعة، والجامع القبلي، وقبة الصخرة، والمصلى المرواني، والأروقة والقباب والمصاطب وأسبلة الماء والحدائق وتحت ارض المسجد وفوقه وغيرها من المعالم، وعلى أسواره المآذن، والمسجد كله غير مسقّف سوى بناء قبة الصخرة والمصلى القبلي الجامع. وهذا ما اتفق عليه العلماء والمؤرخون، وعليه تكون مضاعفة ثواب الصلاة في أي جزء مما دار عليه السور، وتبلغ مساحته تقريباً: 144000 متراً مربعاً .

## بناءه
أول من أمر ببناء المصلى القبلي الخليفة عمر بن الخطاب عند فتحهِ للقدس عام 15 هـ الموافق 636م. وهو المصلى الرئيسي الذي يتجمع فيه المصلون المسلمون خلف الإمام في صلاة الجمعة في المسجد الأقصى.
وقد كان الجامع القبلي أول ما بنيّ مسجدا أو مصلى صغيرا، ولكنه بُني مجددا بعد ذلك ووسِّع في عهد الخليفة الأموي عبد الملك بن مروان وابنه الوليد ابن عبد الملك الذي انتهى البناء في عهده عام 705 م. بعد ذلك بحوالي إحدى وأربعين سنة، أي عام 746م، دُمِّر المسجد القبلي نتيجة زلزال فقد كان 15 رواقاً؛ ليعاد بناءه آنذاك في عهد الخليفة العباسي أبو جعفر المنصور عام 754 م، وأعيد البناء في عام 780م. وفي عام 1033 م، دمر زلزال آخر معظم أجزاء الجامع القبلي؛ ليقوم الخليفة الفاطمي الظاهر لإعزاز دين الله بإعادة بناء المصلى ليصبح 7 أروقة ليتمكن من مقاومة الزلازل، والذي لم يزل المصلى في هذا الوقت محافظا على تصميم الأساسات لبناء الظاهر لإعزاز دين الله. كذلك فإن الفسيفساء التي على القنطرة التي باتجاه القبلة كذلك تعود لذلك العهد، إذ يتكون في وقتنا من رواق أوسط كبير، وثلاثة أروقة في كل جانب، وله قبة مرتفعة داخلية مصنوعة من الخشب تعلوها القبة الرئيسية الخارجية المغطاة بألواح الرصاص، ويبلغ طوله نحو ثمانين مترا، وعرضه 55 مترا على اختلاف يسير جدا في الطول بين ضلعيه الشرقي والغربي، وتبلغ مساحته نحو أربعة دونمات وفيه 11 بابا، ويتسع لنحو 5500 مصل.
وكان أول من بنى في موقع الجامع القبلي في الإسلام أمير المؤمنين عمر بن الخطاب، وذلك على مستوى الأرضية الأصلية للمسجد الأقصى المبارك والتي تنخفض عن مستوى أرضية الجامع القبلي نحو الوادي.

## معالمه
يتصل بالجامع القبلي من جهة الشّرق ثلاثة معالم: مُصلّى عمر، ومقام الأربعين، ومحراب زكريا.
- مصلى عمر: يقع في الجهة الشرقية للمصلى القبلي، معروف اليوم باسم (جامع عمر)، ينفتح على المصلى القبلي ببابين، أحدهما إلى داخل المصلى، والآخر يفضي إلى ساحة المصلى المرواني.
- مقام الأربعين: أو مقام عزير، يمكن الوصول إليه عن طريق مصلى عمر، وله مدخل آخر من ساحات المسجد الأقصى.
- محراب زكريا: في الجهة الشرقية من المصلى القبلي، يعد من أجمل محاريب المسجد الأقصى المبارك، عُرف بهذا الاسم نسبة لنبي الله زكريا عليه السلام.[6]

## الاحتلال الإسرائيلي للمسجد الأقصى
يقع المسجد الأقصى تحت الوصاية الأردنية الهاشمية ولكن تسيطر قوات الاحتلال الإسرائيلي عليه بكافة النواحي، فهناك عشرات الجنود الإسرائيليين المتمركزين على أبوابه للتضييق على المصلين، ومركز للشرطة الإسرائيلية بداخل باحاته، وإعاقة الإصلاحات والترميمات للمسجد كافة، ويخضع المسجد الأقصى للتقسيم الزماني والمكاني ما بين المسلمين الفلسطينيين والمستوطنين المتطرفين.
وبتاريخ 21 أغسطس 1969 اقتحم متطرف أسترالي الجنسية يدعى دينيس مايكل روهان المسجد الأقصى من باب الغوانمة، وأشعل النار في المصلى القبلي، واستمر الحريق مدة 20 ساعة، وقطعت خلالها سلطات الاحتلال إمدادات المياه عن منطقة الحرم القدسي فور اندلاع الحريق، وحاولت منع المواطنين الفلسطينيين وسيارات الإطفاء، ولولا استماتة المواطنين لالتهم الحريق المسجد كاملًا، وأسفر عن ذلك احتراق منبر صلاح الدين الأيوبي الذي أحضره صلاح الدين الأيوبي من مدينة حلب، وذلك عندما استعاد المسلمون بيت المقدس عام 1187م، وقد كانت لهذا المنبر الجميل مكانة خاصة، إذ إن السلطان نور الدين زنكي هو الذي أمر بإعداده ليوم تحرير الأقصى.

## معرض صور

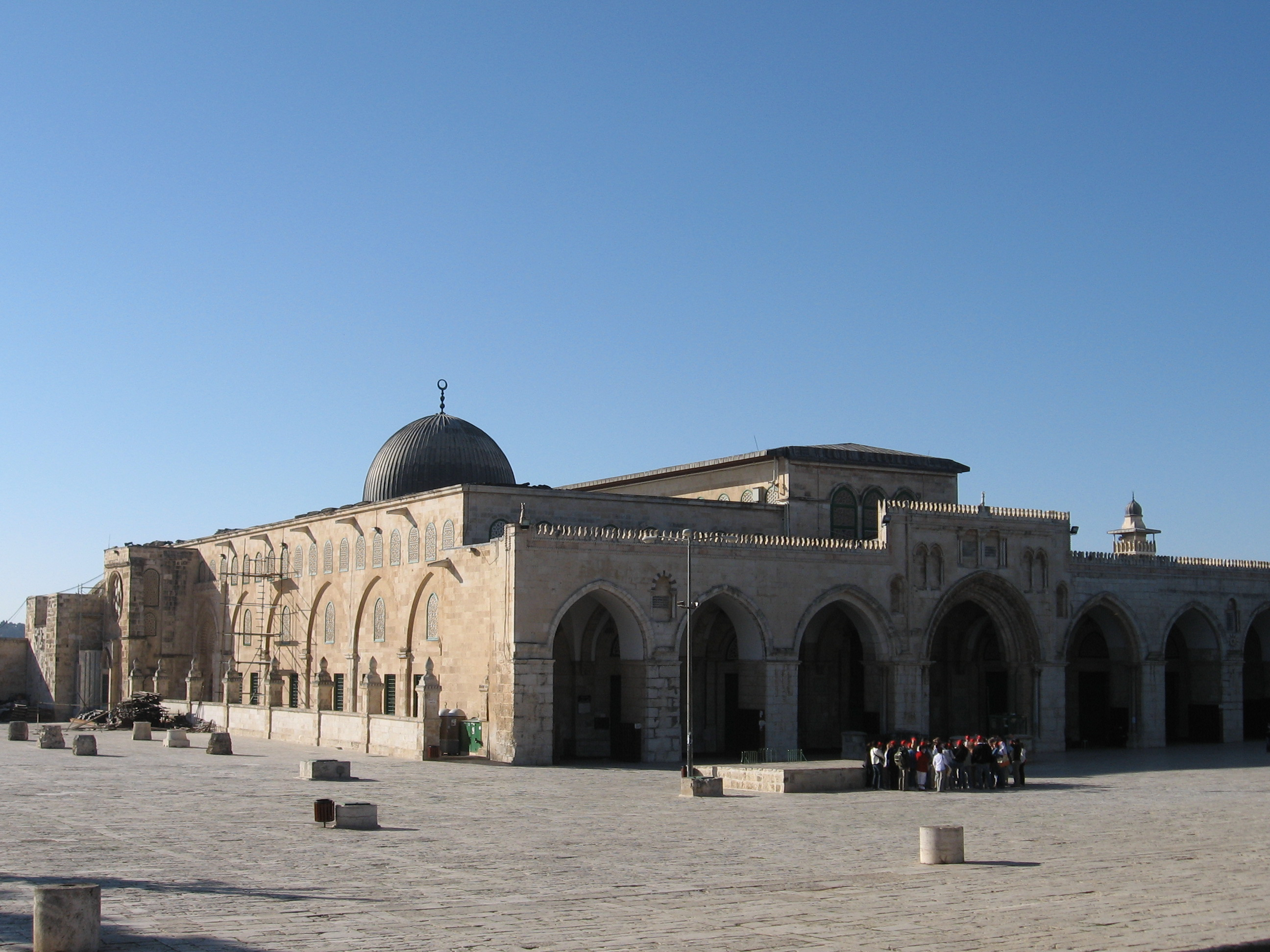
المصلى القبلي ليلاًالمصلى القبلي، أحد أهم معالم المسجد الأقصى
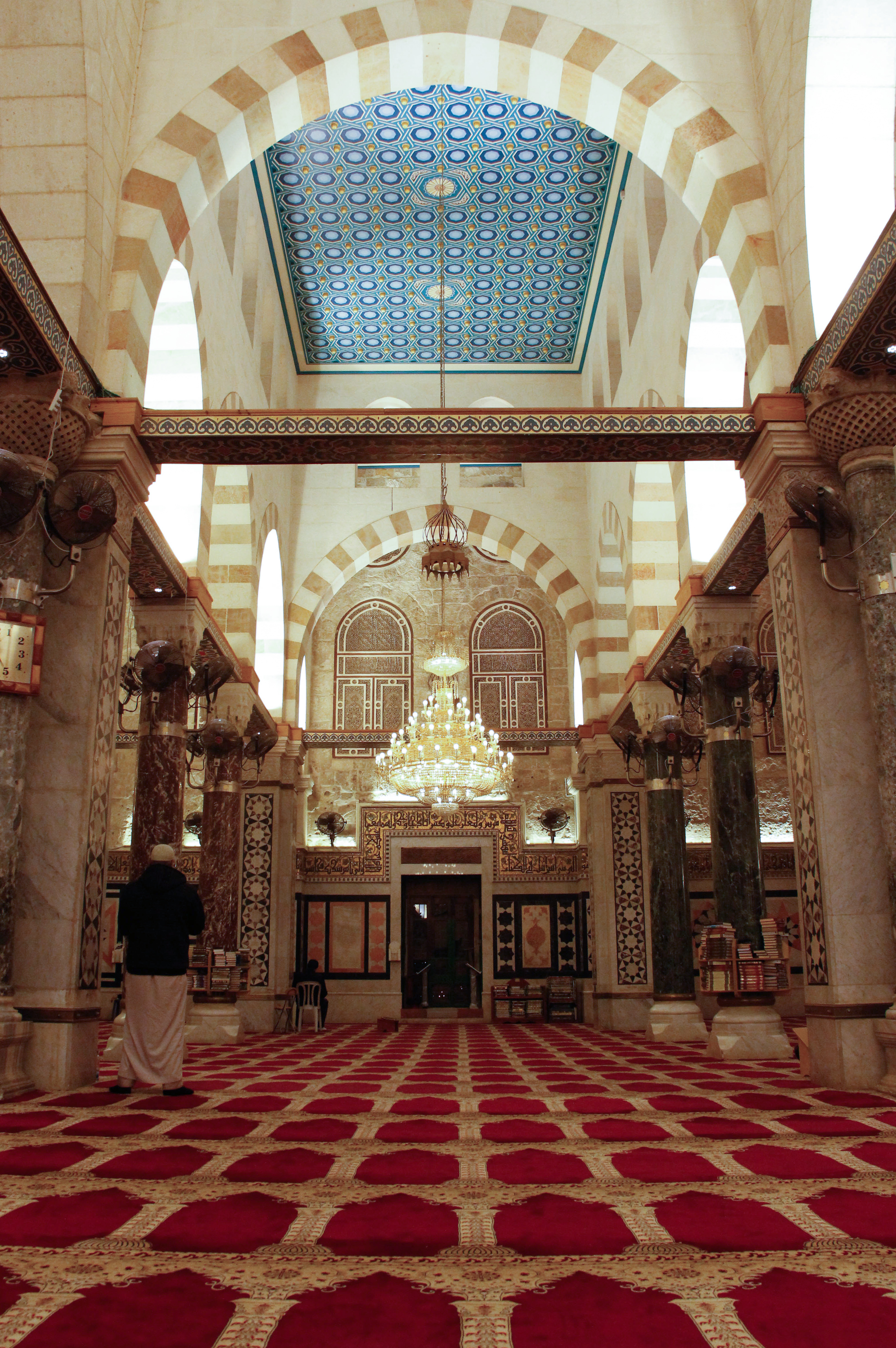
المصلى القبلي من الداخل
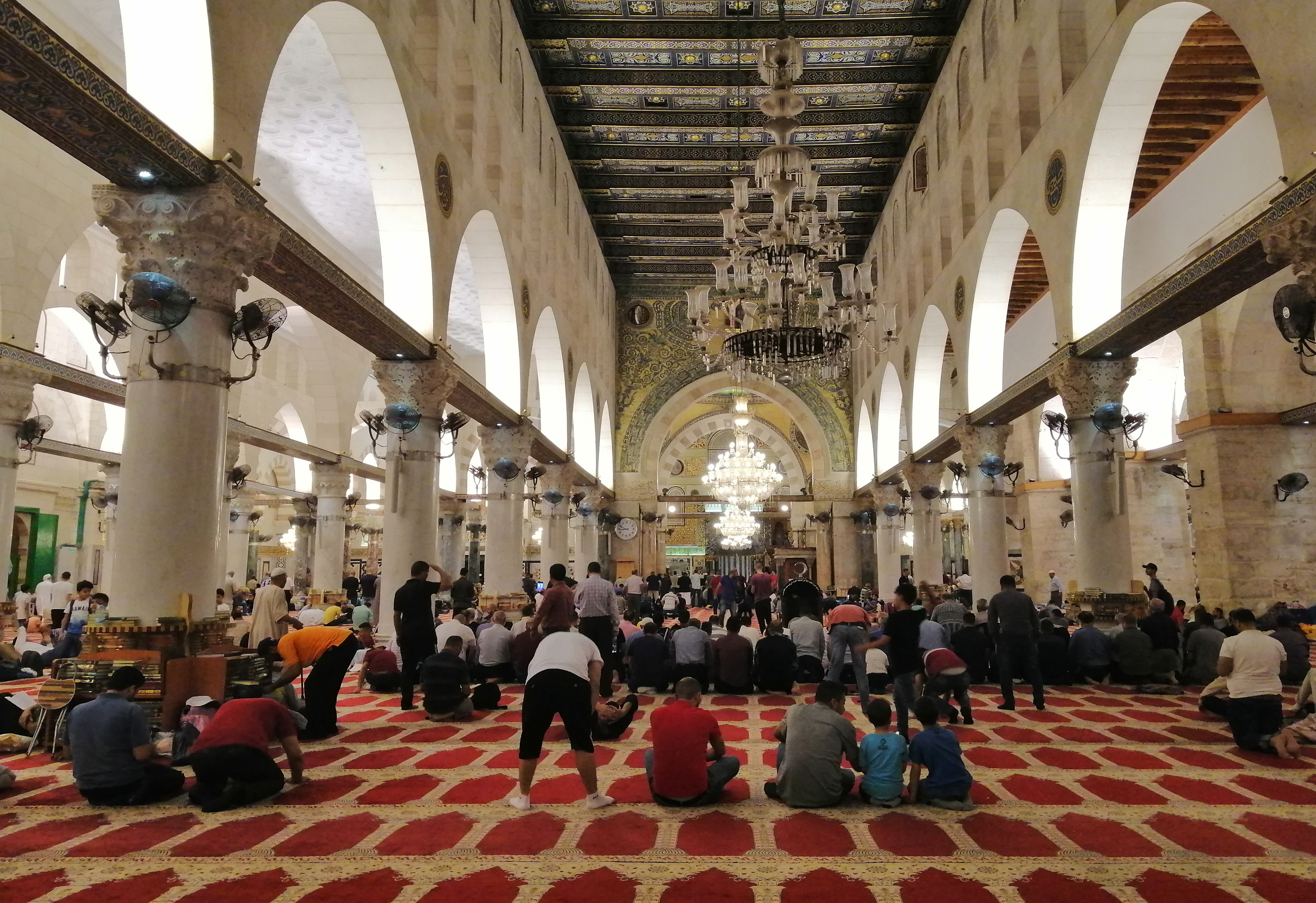
المصلى القبلي من الداخل
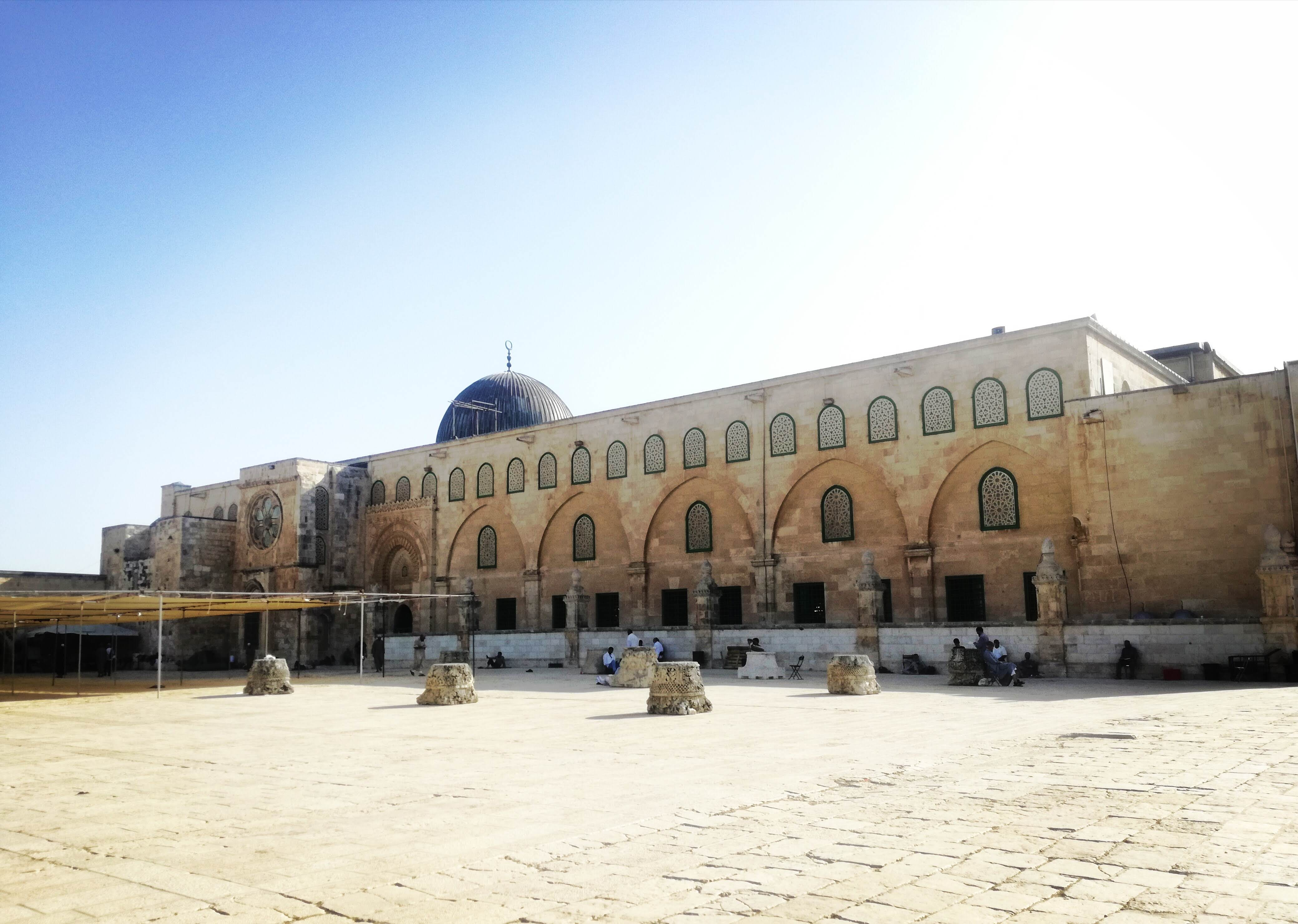
الساحة الخلفية للمصلى القبلي
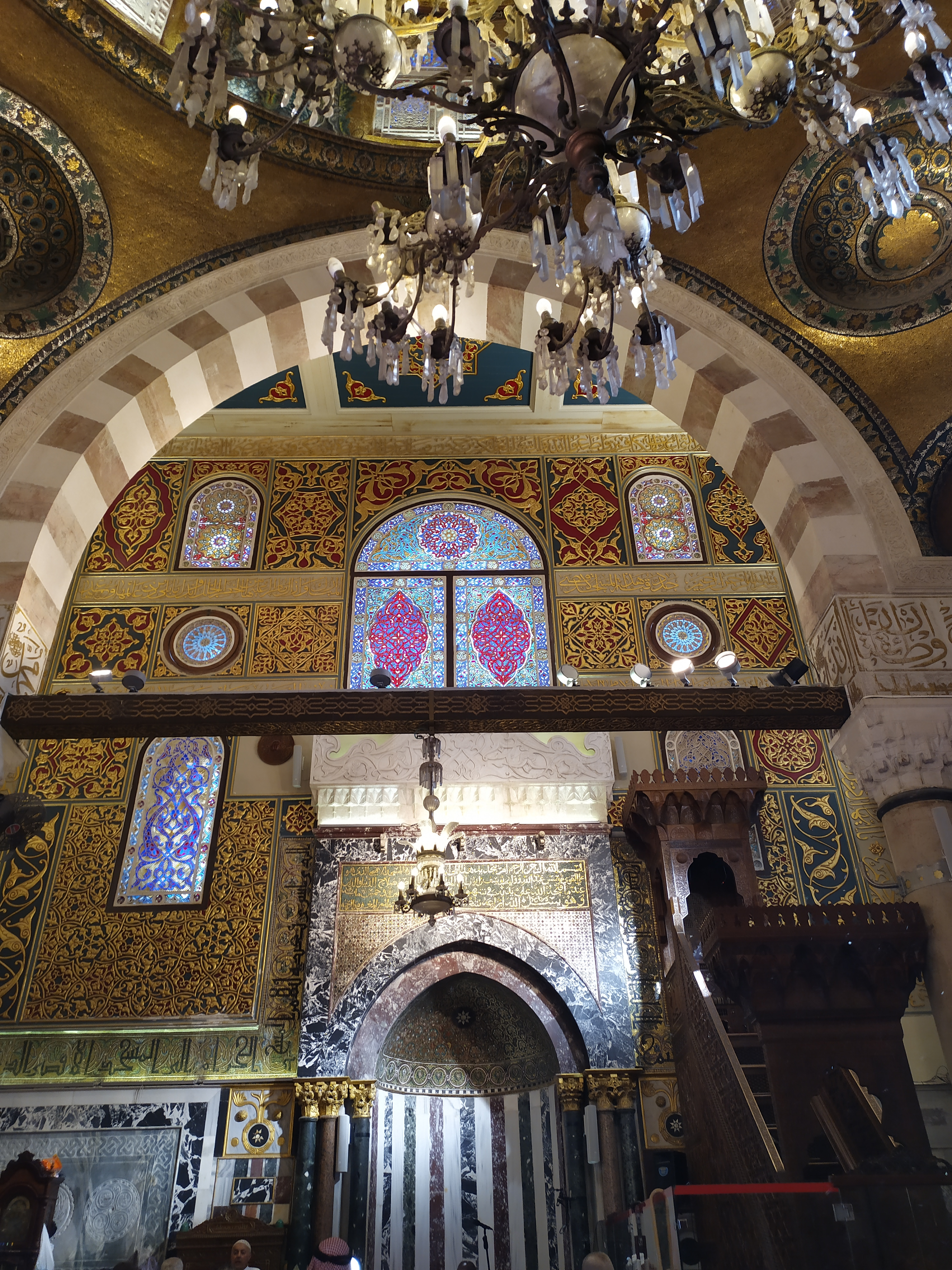
محراب المصلى القبلي والمنبر في المسجد الأقصى في القدس
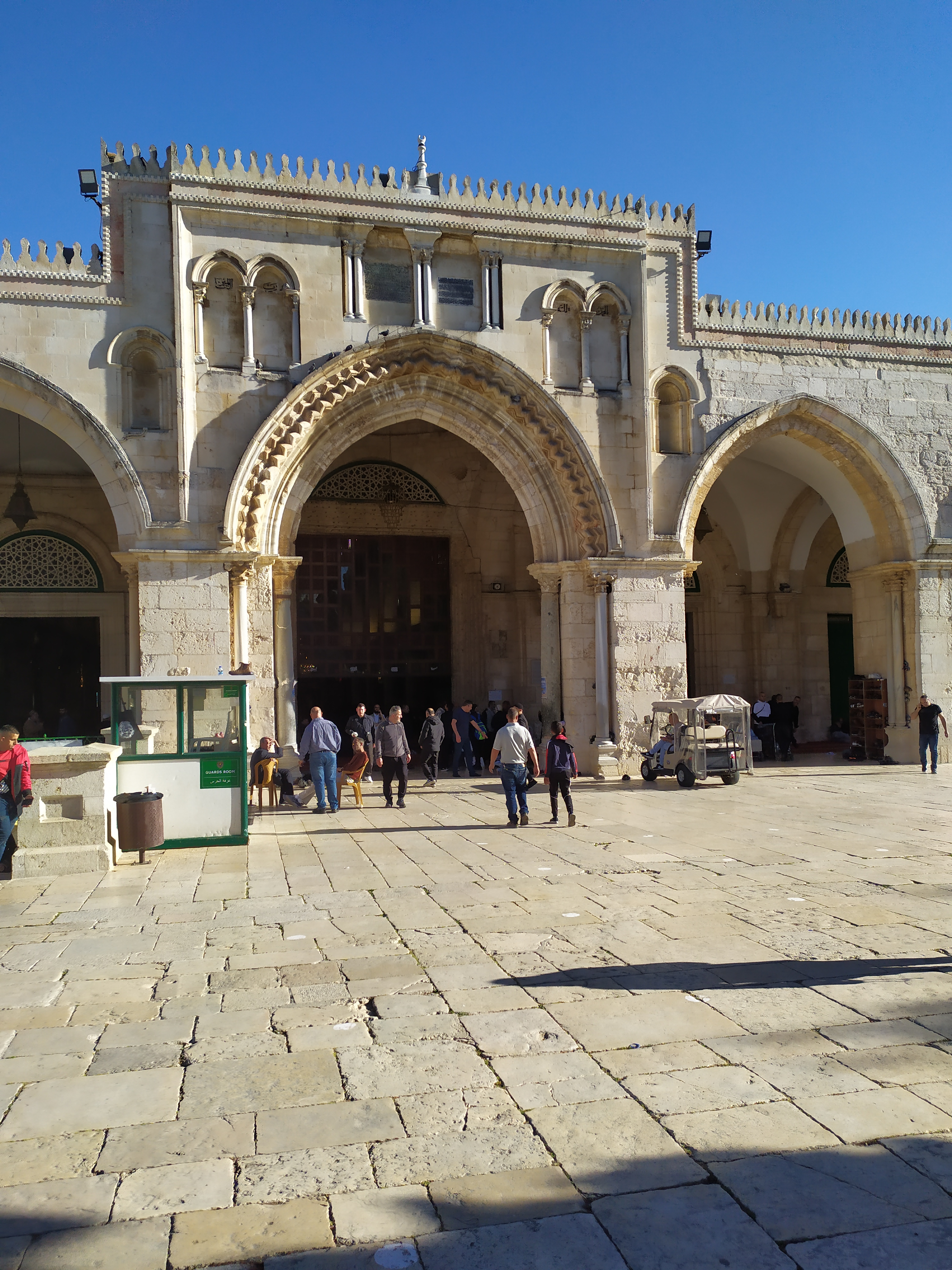
أبواب المصلى القبلي في المسجد الأقصى المبارك في القدس
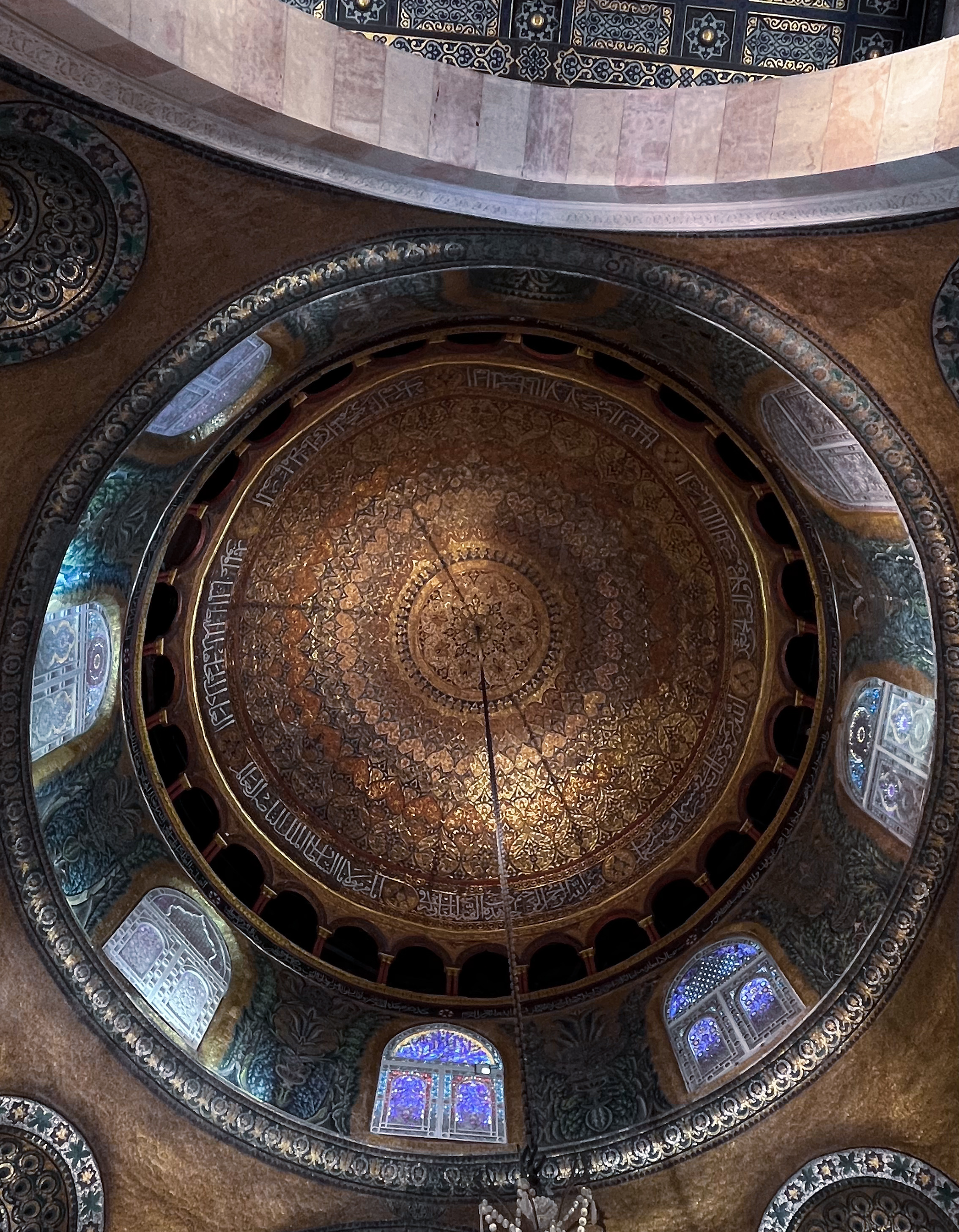
صورة من داخل المصلى القبلي
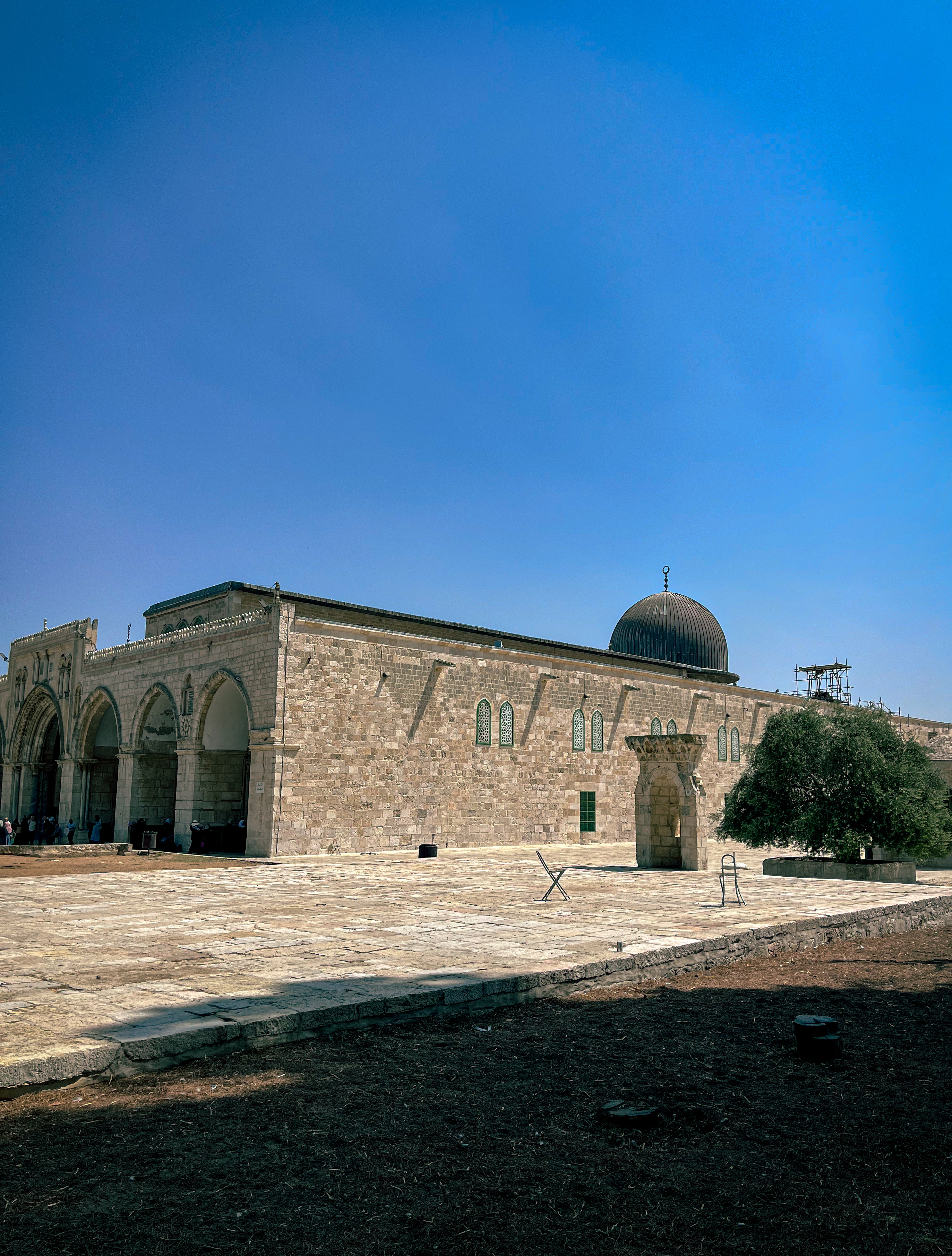
صورة للمصلى القبلي من جهة المتحف الإسلامي
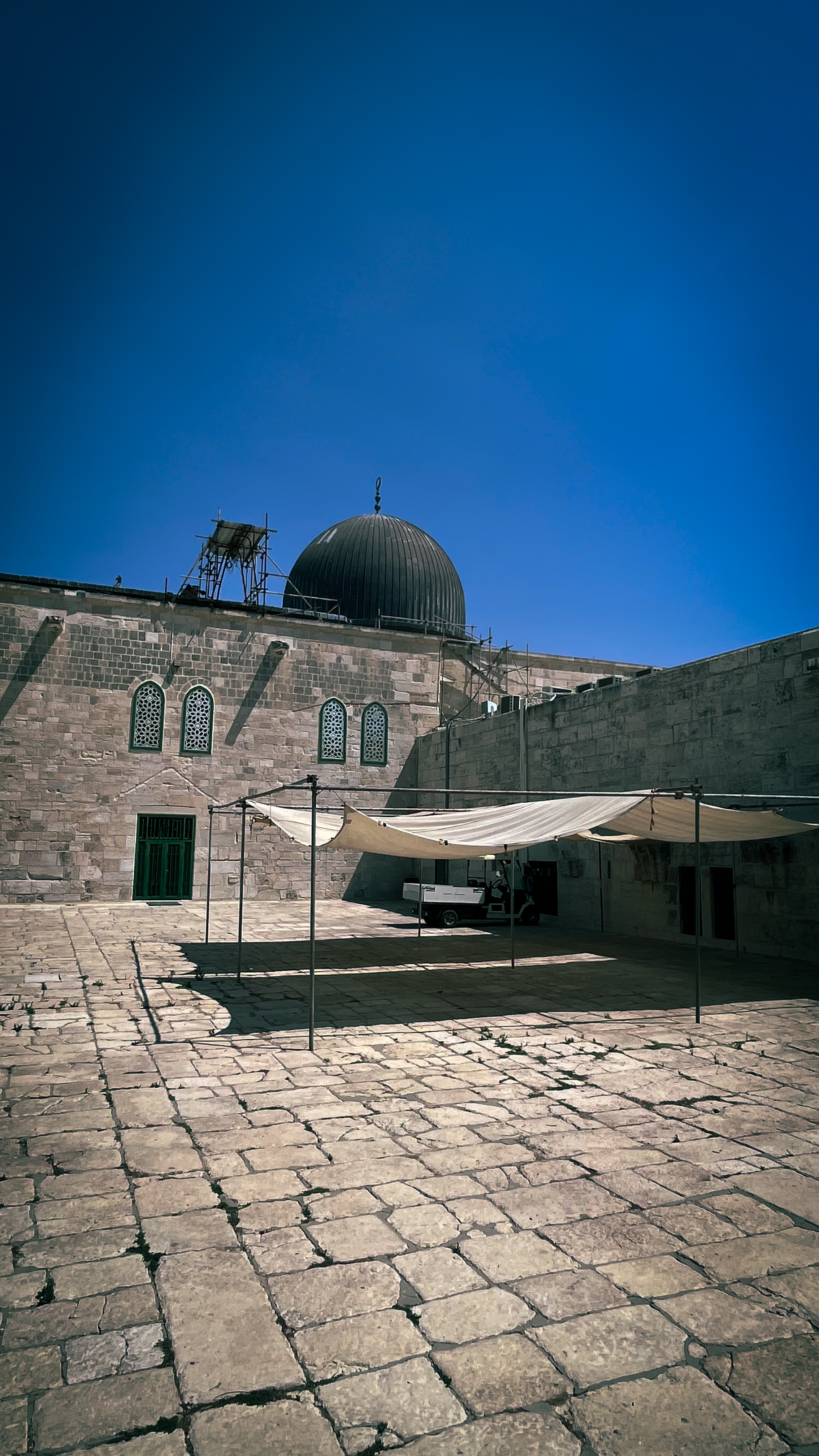
صورة للمصلى القبلي من أمام باب مكتبة المسجد الأقصى
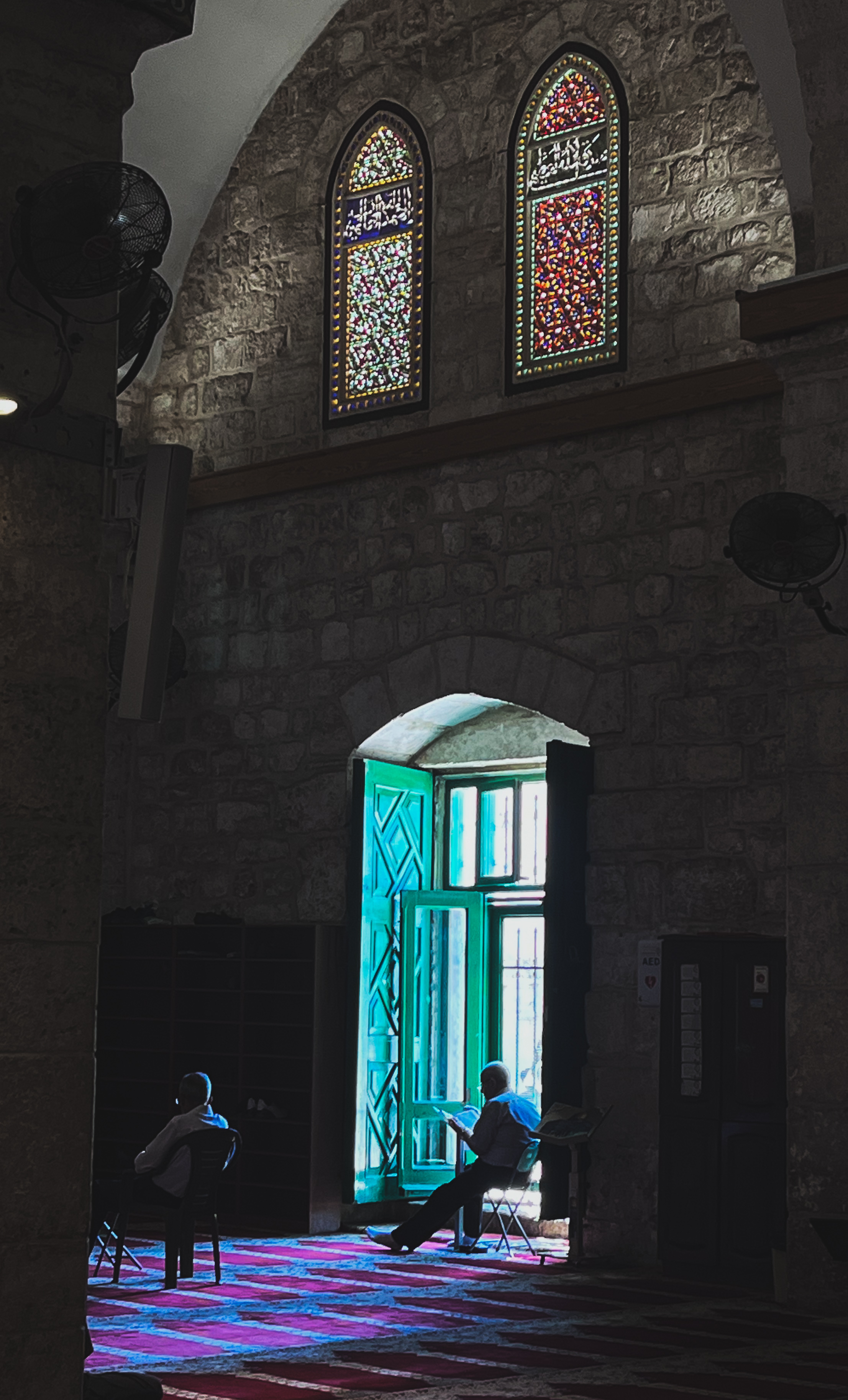
صورة من داخل المصلى